# Egyedül nem megy (film, 2007)
Az Egyedül nem megy (eredeti cím: Ensemble, c'est tout) 2007-ben bemutatott francia romantikus film, amely Anna Gavalda francia írónő 2004-es, azonos című regénye alapján készült. A filmet Claude Berri rendezte, aki a forgatókönyvet is írta. A főszerepben Audrey Tautou, Guillaume Canet, Laurent Stocker, Françoise Bertin és Alain Sachs látható.
A filmet 2007. március 21-én mutatták be.

## Cselekmény
Philibert Marquet de la Tubelière, egy francia nemesi család sarja, maximalista, dadogós képeslapárus. Párizsban tölti napjait egy nagy, antik bútorokkal berendezett lakásban, amely néhai nagymamája tulajdona volt, és amelyet ideiglenesen elfoglalhat. Antik bútorokkal, csillárokkal és festményekkel úgy rendezte be a szobáit, hogy a lehető legkevesebb kapcsolatot kelljen fenntartania a külvilággal. Philibert kissé egyhangú világába változatosságot hoz albérlője, Franck, aki lelkes motoros és szakács. A faragatlan Franck eleinte nem ismeri fel saját magányos életét: alighogy véget ér a munkanapja az ipari konyhán, szabadidejét felszínes nőkkel vagy motorozással tölti. Az egyetlen ember, akivel Franck rendszeresen tartja a kapcsolatot, a nagymamája, Paulette, aki egy baleset után kórházban van. 
Egy nap a fiatal Camille Fauque, aki esténként takarítóként dolgozik irodákban, szabadidejében pedig rajzol, akaratlanul is bekapcsolódik a férfiak közös lakásának bizarr mindennapjaiba.
Philibert befogadja Camille-t, amikor az influenzás beteg, és gondoskodik róla. Miközben Camille fokozatosan visszanyeri erejét és felszed néhány kilót, felborítja a lakóközösségben élő férfiak életét, és Franckkal is van néhány heves vitája. Ahogy ők ketten egyre jobban kijönnek egymással, Franck nagymamája beköltözik a lakóközösségbe - Camille unszolására, aki önfeláldozóan gondoskodik a barátságos idős asszonyról. Camille és Franck lefekszik egymással, és Franck beleszeret a lányba, amit Camille kezdetben elutasít. 
Paulette visszaköltözik a saját otthonába, és ott meghal. 
Philibert megtanulja elnyomni a dadogását, komikus lesz, megnősül, és elköltözik. Franck Angliába akar menni dolgozni, de aztán Camille miatt Franciaországban marad, és éttermet nyit vele.

## Szereplők
| Szerep                            | Színész          | Magyar hang           |
| --------------------------------- | ---------------- | --------------------- |
| Camille Fauque                    | Audrey Tautou    | Györgyi Anna          |
| Franck                            | Guillaume Canet  | Kolovratnik Krisztián |
| Philibert Marquet de la Tubelière | Laurent Stocker  | Bolba Tamás           |
| Paulette                          | Françoise Bertin | Gyimesi Pálma         |
| Mamadou                           | Firmine Richard  |                       |
| Camille anyja                     | Danièle Lebrun   |                       |
| Carine                            | Béatrice Michel  |                       |
| munkaügyi orvos                   | Alain Sachs      |                       |

## Fordítás
- Ez a szócikk részben vagy egészben  a   Hunting and Gathering (film) című angol Wikipédia-szócikk fordításán alapul.  Az eredeti cikk szerkesztőit annak laptörténete sorolja fel. Ez a jelzés csupán a megfogalmazás eredetét és a szerzői jogokat jelzi, nem szolgál a cikkben szereplő információk forrásmegjelöléseként.